# YAGアニメラボ
『YAGアニメラボ』（ワイエージーアニメラボ）は、2009年4月5日から2010年4月4日までニッポン放送で放送されていたラジオ番組。代々木アニメーション学院の一社提供番組である。通称「アニラボ」。

## 概要
2009年3月末まで放送されていた『ミューコミ』の後継番組。『ミューコミ』はアニメ情報より音楽番組としての色が強かったため、2005年4月3日から2007年4月1日にかけて放送されていた『有楽町アニメタウン』の後番組ともいえる。また、ニッポン放送唯一のアニラジと謳ってはいるが、2009年12月まで放送されていた『宇宙GメンEX』、その後継番組の『ミュ〜コミ+プラス』内箱番組のアニコボにおいてマンガ・アニメ・声優などの話題を取り扱っているため、厳密に言えば唯一ではない。
なお、同番組は『ヤンキー先生!義家弘介の夢は逃げていかない』の後番組であるが、『ヤンキー先生』は、長崎放送や熊本放送などの一部局に同時ネットで放送されてきたが、当番組はニッポン放送ローカル番組である（ネットしていた局は、停波または別番組を放送している）。当番組の前身で『ヤンキー先生』の以前に放送されていた『有楽町アニメタウン』は当番組と同じく関東ローカルだった。
CM枠ではCMは1本しか流れず、その後は全国ネットや箱番組でよく聴かれるCMフィラーBGMが入っている。
2010年4月4日放送終了後は、ニッポン放送携帯サイトでパーソナリティー2人の番組が配信開始となり、2012年7月まで継続された。

## パーソナリティ
- 吉田尚記（ニッポン放送アナウンサー、ミュ〜コミ+にも出演している。ミュ〜コミ+の前身番組の宇宙GメンEXにも出演していた。）
- 田中理恵（声優）

この2人は、2002年に開始した『東京キャラクターショーRADIO』からのコンビで、後番組の『有楽町アニメタウン』、『ミューコミ』と、当時からのニッポン放送唯一のアニラジを担当し続けている。
吉田は11年後に『ミューコミ』シリーズの第3弾にあたる『ミューコミVR』の開始で日曜深夜帯の番組を担当している。

## コーナー
PROJECT A
いきなり漫画家などに電話し出演依頼をしたり、隣のスタジオで収録している声優を連れてきたりしている。主にフリートーク、ゲストとのトークなどをしている。
Y.A.G ROOM
番組ノベルティを制作しており、二種類のステッカーを製作し一つは蒼樹うめがデザイン、もう一つが代々木アニメーション学院の生徒からデザイン案を募集し、後者はリスナーコンペで決定された。また、番組開始時には番組の宣伝案、田中理恵の写真集発売時には写真集の宣伝案を募集していた。
田中理恵ドS人生相談
田中理恵がCMのジングル明けに視聴者からの悩み相談に『ドS』で答える。『ドS』人生相談なので理不尽・不可能な回答が返ってくる。コンセプト的には『水銀燈の今宵もアンニュ〜イ』に近い。
何でもアニメランキング
アニメにまつわる事を毎週テーマを変えて募集している（例：上司にしたくないアニメキャラ）。

## ゲスト
- 蒼樹うめ（第1回（電話出演）・2009年4月5日、第2回・2009年4月12日、第6回（電話出演）・2009年5月10日）
- 畑健二郎（第3回（電話出演）・2009年4月19日、第31回・2009年11月8日）
- 野中藍（第4回・2009年4月26日）
- 近藤隆（第5回・2009年5月3日）
- 吉浦康裕（第8回（電話出演）・2009年5月24日、第12回・2009年6月21日）
- 福山潤（第11回・2009年6月14日）
- ゆかな（第12回・2009年6月21日）
- 赤松健（第19回（電話出演）・2009年8月10日、第20回・2009年8月17日）
- 豊崎愛生（第29回・2009年10月26日）
- 今野浩喜（キングオブコメディ）（第30回・2009年11月1日） - 田中と舞台『サボテンとバントライン』で共演
- 水樹奈々（第37回・2009年12月20日）
- 宮島咲良（当時九州朝日放送アナウンサー）（第43回・2010年1月31日）
- かかずゆみ（第46回・2010年2月21日）

## 放送時間
- 毎週日曜日 24:00 - 24:30

## スポンサー
- 代々木アニメーション学院（番組タイトルのYAGとは代々木アニメーション学院の略称である）

## その他
- 2009年8月19日に代々木アニメーション学院東京校で公開録音が開催され、リスナーが抽選で招待された。同時に行われたじゃんけん大会では勝者に吉田の私物である超合金のアクエリオンがプレゼントされた。